# Folwarki Wielkie (Brody)
Folwarki Wielkie (ukr. Великі Фільварки; 1946–1969 Pidhorodne, ukr. Підгороднє) – dawniej samodzielna wieś, obecnie w granicach miasta Brody na Ukrainie, w jego wschodniej części. Rozpościera się w wzdłuż ulicy o nazwie Wielkie Folwarki.

## Historia
Folwarki Wielkie to dawniej samodzielna wieś. W II Rzeczypospolitej stanowiła gminę jednostkową Folwarki Wielkie w powiecie brodzkim w województwie tarnopolskiem. 20 października 1933 gminę Folwarki Wielkie włączono do Brodów.
Pod okupacją w powiecie Złoczów w dystrykcie Galicja. Po wojnie włączone do ZSRR, gdzie – znów jako samodzielna wieś – 18 lipca 1946 zostały przemianowane na Pidhorodne (Підгороднє), stając się siedzibą sielsowietu. 27 czerwca 1969 (jako Pidhorodne) zostały ponownie włączone do Brodów